# Kosima Kosmo

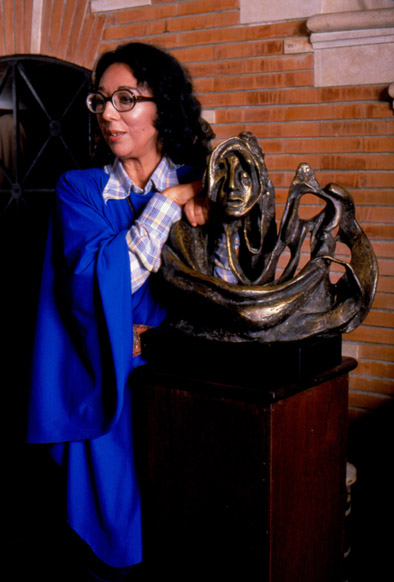
Kosima Kosmo nel suo studio a Cerveteri, primi anni '90

Kosima Kosmo, nome d’arte di Bice Bontà (Palermo, 13 gennaio 1926 – 15 gennaio 2017), è stata una scultrice, ceramista, pittrice, scrittrice e traduttrice italiana.

## Biografia
Bice Bontà nasce a Palermo il 13 gennaio del 1926, secondogenita di Susanna Brancato e dell’ingegnere Salvatore Bontà. A causa del lavoro del padre, ufficiale del corpo dei Vigili del Fuoco, tra l’infanzia e la giovinezza si trasferisce in diverse città, con i genitori e le sorelle Giuseppina e Vittoria. Fin dall’adolescenza rivela spiccate doti artistiche, studiando le tecniche di disegno, pittura e scultura presso noti artisti dell’epoca, in Sicilia, a Torino, a Roma e in seguito a Londra. 
Nel 1945 sposa a Roma l’ingegnere Stefano Gabotto, anch’egli ufficiale dei Vigili del Fuoco, e dal matrimonio nascono le figlie Carla e Barbara.
Negli anni ’50 produce prevalentemente opere in ceramica, di cui la sua regione Sicilia ha forti tradizioni, e dipinti. Nel frattempo affina le tecniche scultoree e studia le opere di grandi maestri che contribuiscono alla sua formazione culturale influenzando in maniera determinante la sua produzione artistica, da Michelangelo a Rodin, Camille Claudel e ai contemporanei come Constantin Brâncuși ed Henry Moore, con un occhio alla produzione degli espressionisti.
Nel 1958 si separa dal coniuge e si trasferisce a Londra, per poi tornare a Roma nei primi anni ’60, abitando in via Margutta, la strada nota per i numerosi studi di artisti, con molti dei quali stringe rapporti di amicizia, ed entra in contatto con gli ambienti intellettuali della capitale e di altre città in Italia e all’estero. Gli anni ’60 sono quelli di maggiore produttività lavorativa, assume lo pseudonimo Kosima Kosmo e comincia a dedicarsi agli studi di etologia e di psicologia che approderanno all’elaborazione  di una sua particolare teoria esposta nel libro “Gli animali che noi siamo”.
Del ’64, a Roma, è la sua prima mostra personale di sculture, in gran parte bronzi, oltre ad alcune terrecotte e un marmo. Sono di questo periodo alcune delle sue opere più importanti, come il tavolo scultoreo di bronzo e vetro realizzato su commissione dell’architetto Ettore Sottsass a Milano, o la Pietà del 1962, uno dei suoi bronzi più grandi. Successivamente a quella di Roma, effettua numerose mostre personali e collettive, oltre ad esposizioni permanenti in alcuni musei e gallerie, a Londra, in varie città italiane, in Spagna (Madrid e Siviglia) fino a tempi recenti. Progressivamente sue opere, soprattutto scultoree, vengono acquistate per collezioni pubbliche e private in Italia, Spagna, Francia, Germania, Olanda, Belgio, Stati Uniti.
Col suo nuovo compagno, l’inglese Toby Mc Cormick, traduce i poeti di lingua inglese (Ezra Pound, Stephen Spender, Charles Olson, Allen Ginsberg) e spagnola (Rafael Alberti, Pablo Neruda, Octavio Paz) per l’annuale Festival dei due Mondi di Spoleto. 
Nel 1973 si trasferisce a Sevilla, in Spagna, dove sposa il suo compagno Mc Cormick, restandovi per una decina di anni. Nell’83 torna in Italia stabilendosi a Cerveteri (Roma). E’ degli anni ’80 la stesura definitiva del suo saggio  “Gli animali che noi siamo”, pubblicato dapprima per le edizioni Mediterranee nell’89, poi in Spagna nel ’92 col titolo “Los Animales que somos – El zoo umano” (Plaza & Janes) e di nuovo in Spagna, in nuova edizione aggiornata, nel 2012 (Espuela de Plata). Il libro suscita subito molta curiosità, per cui viene ripetutamente intervistata su giornali e riviste di diversi Paesi (in Europa e Stati Uniti) e invitata a numerose trasmissioni televisive in Italia e in Spagna. Un’edizione inglese e una seconda parte in tre lingue erano già pronte alla data del suo decesso.
Alla morte del marito Toby, nel 1999, decide di tornare a Sevilla, riallacciando i rapporti col mondo culturale spagnolo. 
Nell’agosto del 2016, a seguito di una caduta in Italia dove si trova per le vacanze estive, si ammala e ciò la costringe a non far più ritorno a Sevilla. Si trasferisce a Pozzuoli, in provincia di Napoli, ma solo per breve tempo. Si spegne il 15 gennaio del 2017.